# The London Eye Concert
The London Eye Concert is een livealbum van de Duitse muziekgroep Tangerine Dream. Het bevat een registratie van het concert dat de band verzorgde op 1 november 2008 in The Forum in Londen. Het verscheen in twee versies; een 3-cd- en een 2-dvd-versie. De dvd-versie bevat als extra een registratie van een concert in Los Angeles, tournee 2008.

## Musici
- Edgar Froese – toetsinstrument en gitaar
- Iris Camaa – percussie
- Linda Spa – saxofoon, dwarsfluit en percussie
- Bernard Beibl – gitaar
- Thorsten Quaeschning – toetsinstrumenten

## Muziek
| Nr. | Titel                     | Duur |
| --- | ------------------------- | ---- |
| 1.  | Serpent magique           |      |
| 2.  | Terra Coda                |      |
| 3.  | No man’s land             |      |
| 4.  | Sally’s garden            |      |
| 5.  | Hyperborea 2008           |      |
| 6.  | Sphinx lightning (deel 1) |      |
| 7.  | Carmel California         |      |
| 8.  | Leviathan                 |      |
| 9.  | Wisdom and Tragedy        |      |

| Nr. | Titel                        | Duur |
| --- | ---------------------------- | ---- |
| 1.  | Blue bridge                  |      |
| 2.  | Fire on the mountain         |      |
| 3.  | Leaving the masters for good |      |
| 4.  | Cinnamon Road                |      |
| 5.  | Hunter shot by yellos rabbit |      |
| 6.  | The last soldier             |      |
| 7.  | Wu Wei                       |      |
| 8.  | Sphynx lightning (deel 2)    |      |
| 9.  | Going West                   |      |
| 10. | Point of no return           |      |
| 11. | Loved by the sun             |      |

| Nr. | Titel                                     | Duur |
| --- | ----------------------------------------- | ---- |
| 1.  | Love on a real train                      |      |
| 2.  | Streethawk                                |      |
| 3.  | Sadnes of Echnaton losing the world child |      |
| 4.  | One night in space                        |      |
| 5.  | Tomorrow never knows                      |      |
| 6.  | Cloudburst flight                         |      |